# Ewa Bogusz-Moore
Ewa Bogusz-Moore (* 1975 in Breslau) ist eine polnische Kulturmanagerin, Cellistin und Leiterin der Kölner Philharmonie.

## Leben und Wirken
Nach ihrem Cellostudium in Breslau und des Kulturmanagements an der City University London, das sie 2005 in London abschloss, arbeitete sie für verschiedene Festivalprojekte im Vereinigten Königreich (etwa dem Sounds New Music Festival in Canterbury) und in Polen. Sie war ferner tätig für die Bereiche Musik und Theater am Polnischen Kulturinstitut in London, das sich für die Verbreitung und Förderung polnischer Kultur im Ausland engagiert. Dort managte sie die Jugendformation I, Culture Orchestra. Zu ihren Jurytätigkeiten zählt etwa der Pariser Dirigentinnenwettbewerb La Maestra. Seit 2018 ist sie General- und Programmdirektorin des Nationalen Symphonieorchesters des Polnischen Rundfunks in Kattowitz. 
Bogusz-Moore war stellvertretende Direktorin am Adam-Mickiewicz-Institut und für die internationale Vermarktung polnischer Musik verantwortlich. Seit 2019 ist sie Mitglied der European Concert Hall Organisation; 2022 war sie tätig als Co-Chefin des European Union Youth Orchestra.
Zum 1. August 2025 hat die ausgebildete Cellistin die Intendanz der Kölner Philharmonie sowie die Geschäftsführung der KölnMusik Betriebs- und Servicegesellschaft von Louwrens Langevoort übernommen, der 21 Jahre die Philharmonie geleitet hat.